# Wilemowice
Wilemowice (deutsch Schützendorf) ist ein Dorf der Landgemeinde Kamiennik im Powiat Nyski in der Woiwodschaft Opole in Polen.

## Geographie

### Geographische Lage
Das Straßendorf Wilemowice liegt im Südwesten der historischen Region Oberschlesien im Grenzbereich zu Niederschlesien. Der Ort liegt etwa drei Kilometer nordwestlich vom Gemeindesitz Kamiennik, etwa 23 Kilometer nordwestlich der Kreisstadt Nysa und etwa 72 Kilometer südwestlich der Woiwodschaftshauptstadt Opole. Westlich des Dorfes liegt die Grenze zur Woiwodschaft Niederschlesien.
Wilemowice liegt in der Przedgórze Sudeckie (Sudetenvorgebirge) innerhalb der Wzgórza Niemczańsko-Strzelińskie (Nimptsch-Strehlen-Höhen).

### Nachbarorte
Nachbarorte von Wilemowice sind im Südosten der Gemeindesitz Kamiennik (Kamnig), im Süden Chociebórz (Koschpendorf) sowie im Westen Osina Wielka (Groß Nossen).

## Geschichte

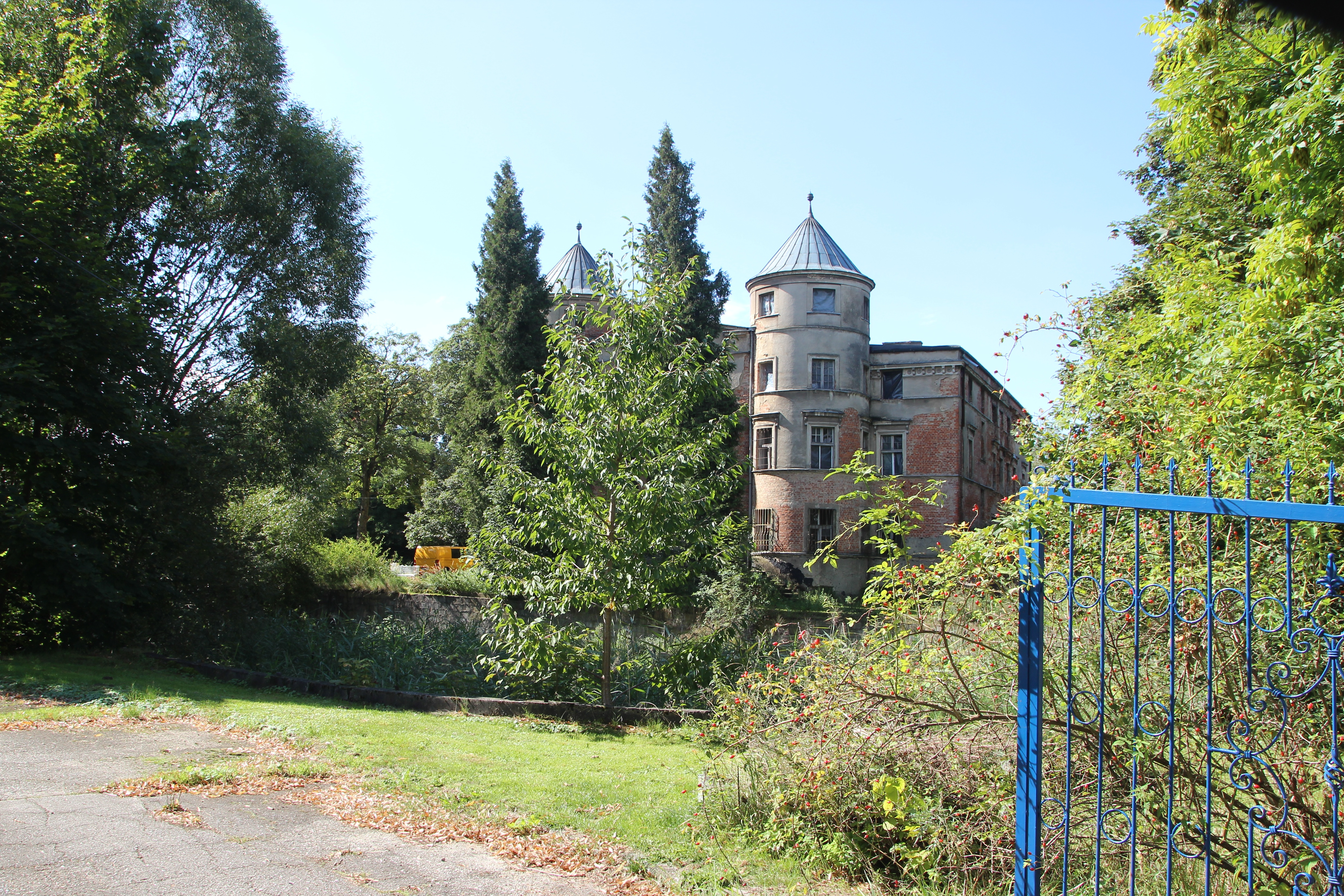
Schloss Schützendorf

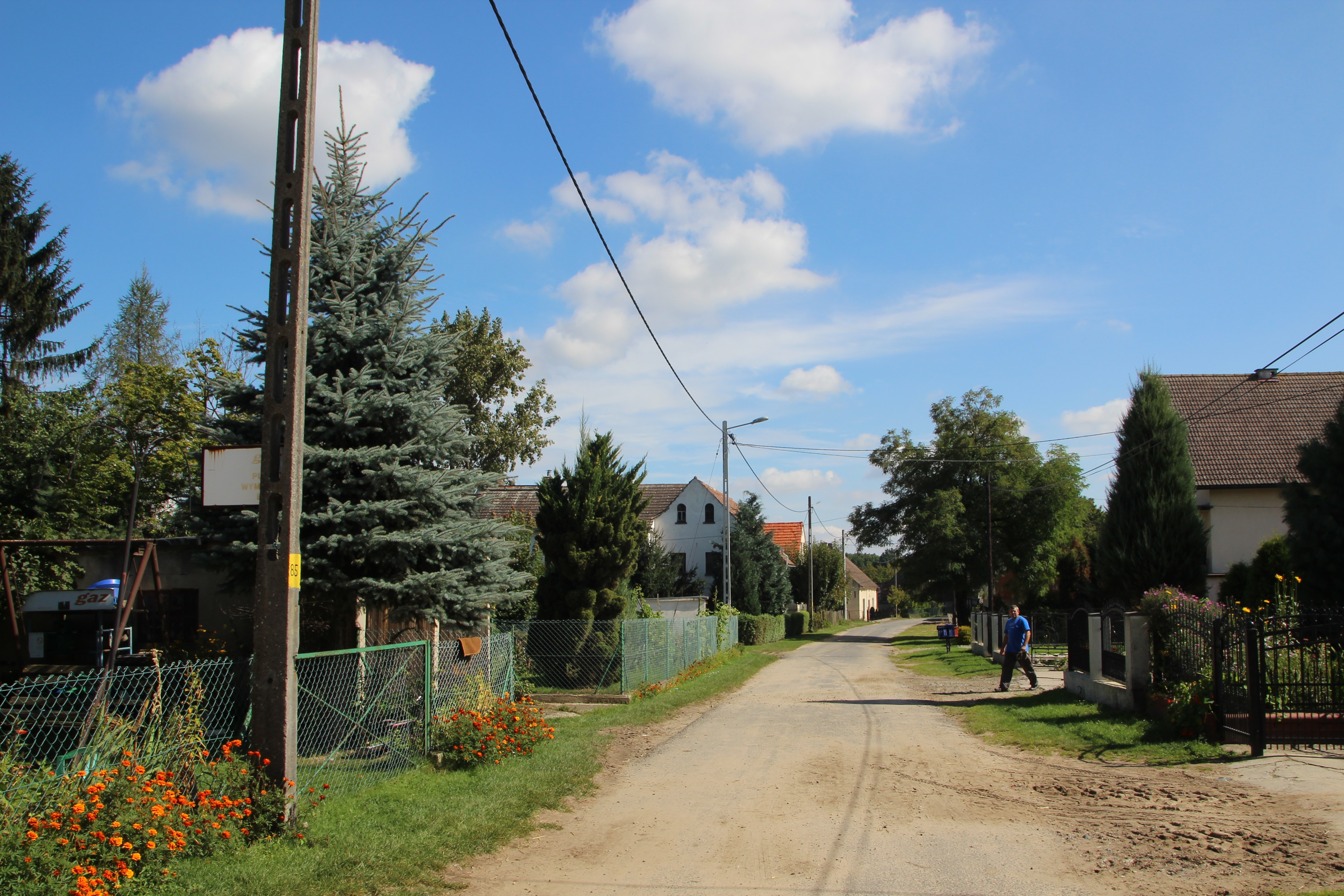
Dorfansicht

In dem Werk Liber fundationis episcopatus Vratislaviensis aus den Jahren 1295–1305 wird der Ort erstmals als Wylemowiczi erwähnt. Für das Jahr 1362 ist die Ortsbezeichnung Wilhelmsdorf überliefert. 1373 wird der Ort ins deutsche Recht übergeführt. Hierbei wird der Ort als Schuczindorf erwähnt.
Nach dem Ersten Schlesischen Krieg 1742 fiel Schützendorf mit dem größten Teil Schlesiens an Preußen.
Nach der Neuorganisation der Provinz Schlesien gehörte die Landgemeinde Schützendorf ab 1816 zum Landkreis Grottkau im Regierungsbezirk Oppeln. 1845 bestanden im Dorf ein Schloss, ein Vorwerk sowie 39 weitere Häuser. Im gleichen Jahr lebten in Schützendorf 192 Menschen, davon acht evangelisch. 1855 lebten 299 Menschen in Schützendorf. 1865 bestanden im Ort 19 Gärtner- und sechs Häuslerstellen. Eingeschult und eingepfarrt waren die Bewohner nach Kamnig. 1874 wurde der Amtsbezirk Kamnig gegründet, welcher aus den Landgemeinden Kamnig, Schützendorf und Tscheschdorf und den Gutsbezirken Kamnig (Dominiale), Kamnig (ritterm. Scholtisei), Schützendorf und Tscheschdorf bestand. Erster Amtsvorsteher war der Wirtschaftsinspektor Carstädt in Schützendorf 1885 zählte Schützendorf 190 Einwohner.
1933 lebten in Schützendorf 294 sowie 1939 281 Menschen. Bis zum Kriegsende 1945 gehörte der Ort zum Landkreis Grottkau.
Als Folge des Zweiten Weltkriegs fiel Schützendorf 1945 wie der größte Teil Schlesiens unter polnische Verwaltung. Nachfolgend wurde es in Wilemowice umbenannt und der Woiwodschaft Schlesien angeschlossen. Die deutsche Bevölkerung wurde weitgehend vertrieben. 1950 wurde es der Woiwodschaft Oppeln eingegliedert. 1999 kam der Ort zum wiedergegründeten Powiat Nyski.

## Sehenswürdigkeiten
- Die Schloss Schützendorf (poln. Pałac w Wilemowicach) wurde in der Mitte des 19. Jahrhunderts erbaut. Das Gebäude besitzt an der Nordwestfassade zwei vierstöckige Türme.[9] Das Gebäude steht seit 1984 unter Denkmalschutz.[10]
- Der angrenzende Schlosspark wurde 1981 unter Denkmalschutz gestellt.[10]
- Nepomukstatue
- Steinernes Wegekreuz